# هیرام کلر
هیرام کلر (انگلیسی: Hiram Keller؛ ‏ ۳ مهٔ ۱۹۴۴ – ۲۰ ژانویهٔ ۱۹۹۷) بازیگر اهل ایالات متحده آمریکا بود که بیشتر به خاطر بازی در ساتیریکون فلینی مشهور است. از دیگر فیلم‌ها با نقش‌آفرینی او می‌توان به یک دختر واقعاً جوان و رم خواهان بازگشت سزار است اشاره کرد.